# Phlegetonia operatrix
Phlegetonia operatrix là một loài bướm đêm trong họ Noctuidae.